# Serrat de Pujal
La Serrat de Pujal és una serra situada al municipi de Vallcebre a la comarca del Berguedà, amb una elevació màxima de 1.114 metres.